# Lập trình tổng quát
Lập trình tổng quát (tiếng Anh: generic programming) là một dạng lập trình máy tính mà trong đó thuật toán được viết theo cách kiểu được-xác-định-sau và sau đó được khởi tạo (instantiate) nếu cần cho một kiểu cụ thể mà được cung cấp như tham số. Cách tiếp cận này, được tiên phong bởi ML vào năm 1973, cho phép viết các hàm hay kiểu chung mà chỉ khác nhau ở tập các kiểu mà chúng dùng, do vậy giảm thiểu được sự trùng lặp. Các thực thể phần mềm như vậy gọi là generic trong Ada, C#, Delphi, Eiffel, F#, Java, Objective-C, Rust, Swift, và Visual Basic.NET. Chúng còn được gọi là đa hình tham số (parametric polymorphism) trong ML, Scala, Haskell (cộng đồng Haskell cũng sử dụng thuật ngữ "generic" cho khái niệm liên quan nhưng với ý nghĩa hơi khác biệt) và Julia; template trong C++ và D; và kiểu tham số (parameterized type) trong cuốn sách có nhiều ảnh hưởng năm 1994  Design Patterns.

## Trích dẫn
- Musser, D. R.; Stepanov, A. A. (1989). "Generic programming". Trong P. Gianni (biên tập). Symbolic and Algebraic Computation: International symposium ISSAC 1988. Lecture Notes in Computer Science. Quyển 358. tr. 13–25. doi:10.1007/3-540-51084-2_2. ISBN 978-3-540-51084-0.
- Stroustrup, Bjarne (2007). Evolving a language in and for the real world: C++ 1991-2006 (PDF). ACM HOPL 2007.
- Gamma, Erich; Helm, Richard; Johnson, Ralph; Vlissides, John (1994). Design Patterns: Elements of Reusable Object-Oriented Software. Addison-Wesley. ISBN 0-201-63361-2.